# The Bicycle Thief (banda)
The Bicycle Thief es una banda creada por Bob Forrest. Tras permanecer un tiempo alejado de la industria musical, y con su anterior banda (Thelonious Monster) inactiva, Forrest comenzó a ensayar con Josh Klinghoffer (un amigo de su cuñado). En 1997 tocaron su primer concierto, y poco después Forrest grabó las primeras demos en formato analógico 4-track. Paul Tollett, de Goldenvoice, les ofreció un contrato y comenzaron a grabar el primer álbum de The Bicycle Thief, junto a Kevin Fitzgerald (Geraldine Fibbers). Esta fue la primera experiencia de Klinghoffer en un estudio de grabación, donde se le puede escuchar tocando la guitarra, el teclado y, en algún tema, la batería.
Su primer y único álbum de estudio se titula You Come and Go Like a Pop Song, y fue lanzado en 1999. En 2000 estuvieron de gira por Estados Unidos acompañando a los Red Hot Chili Peppers. En 2001 salió a la venta una nueva edición del álbum con algún cambio en la lista de canciones y el libreto. En 2009, el décimo aniversario de la banda, lanzaron un álbum en directo, The Way It Used To Be (LIVE), en la web oficial de Bob Forrest.